# Општина Козиени (Бузау)
Козиени (рум. Cozieni) општина је у Румунији у округу Бузау.
Oпштина се налази на надморској висини од 294 m.